# محمدتقی توکلی (کارآفرین)
محمدتقی توکلی (۱۳۱۰ – ۱۸ دی ۱۳۹۷) کارآفرین ایرانی و از بنیان‌گذاران اصلی صنعت شرکت ماشین‌سازی تبریز و کوچک‌ترین فرزند پسر تقی توکلی، مالک و بنیان‌گذار کبریت توکلی بود.
با مرگ تقی توکلی در سال ۱۳۳۷ پسر او محمدتقی توکلی هدایت کارخانه را در دست گرفت و آن را توسعه داد. او در سال ۱۳۴۲ با استفاده از دورریز چوب‌های کارخانهٔ کبریت‌سازی، نخستین کارخانهٔ تولید نئوپان و کابینت در ایران را راه انداخت.
محمدتقی توکلی در سال ۱۳۴۷، زمانی که وزیر نیروی دولت جمشید آموزگار بود، به فکر راه‌اندازی کارخانهٔ ماشین‌سازی در تبریز افتاد و این موضوع را به مسئولان سازمان گسترش و نوسازی صنایع ایران پیشنهاد داد و در نهایت با تلاش او شرکت ماشین‌سازی تبریز با همکاری کارشناسانی از چکسلواکی راه‌اندازی شد. او برای ۹ سال اوّل، مدیریت این کارخانه را برعهده داشت.
نام محمدتقی توکلی با «کبریت‌سازی»، «ماشین‌سازی تبریز»، «مس سرچشمه» و بسیاری رشته‌های صنعتی دیگر در ایران پیوند دارد. پدرش تقی توکلی نیز از تاجران بزرگ زمان خود بود که به تجارت نفت، شکر و کبریت مشغول بود تا اینکه در سال ۱۲۹۷ شمسی در تبریز کارخانهٔ کبریت توکلی را بنیان گذاشت.
توکلی در بنیان‌گذاری کارخانهٔ تراکتورسازی تبریز نیز نقش به‌سزایی داشت و همچنین در ایجاد کارخانهٔ «ایدم» که موتورهای دیزلی تولید می‌کند، نقش‌آفرینی کرد. او همچنین در تأسیس واحدهای صنعتی دیگری مانند «کمپرسورسازی»، «پمپ ایران»، «موتوژن»، «شرکت گسترش صنایع ریلی»، «کارخانهٔ تولید نئوپان»، «کارخانهٔ ساخت فورمیکا»، «کارخانهٔ کابینت‌سازی» و چندین مؤسسهٔ تولیدی و صنعتی دیگر مانند تأسیسات مس کرمان نقش داشت.

پس از انقلاب ۵۷، بسیاری از صنایع آذربایجان از جمله کارخانه‌هایی که محمدتقی توکلی مالک آن‌ها بود، مصادره و او ناگزیر شد که برای مدّتی به خارج از ایران برود. اواخر دهه ۱۳۶۰ از او خواسته شد تا به کشور بازگردد و کارخانهٔ کبریت‌سازی را که عملاً ورشکسته و بدهکار شده بود، دوباره تحویل بگیرد. وی در این مورد می‌گوید: 
در دهه ۱۳۴۰ شمسی که با تلاش و کوشش شبانه‌روزی سرمایه‌داران و کارآفرینان ملّی، مملکت در مسیر صنعتی و ثروتمند شدن حرکت می‌کرد و مراحل مختلف عقب‌ماندگی را یک به یک پشت سر می‌گذاشت، روشن‌فکران و چپ‌گرایان ما که دانشگاه‌ها و مراکز عالی آموزشی را زیر نفوذ خود داشتند، به جای حمایت و انتقاد سازنده از کارآفرینان و سرمایه‌داران ملّی که موتور اصلی ترقی و تعالی ایران محسوب می‌شدند، به دشمنی پرداختند و با جعل اصطلاحات دهان‌پُرکنی چون سرمایه‌داری وابسته و کمپرادور، سرمایه‌داران ملّی و کارآفرینان مبتکر را کوبیدند و نزد عوام‌الناس، سکّهٔ یک پول کردند. آن روشن‌فکران به جای نقد سرمایه‌داری دولتی و انتقاد قاطعانه از رانت‌خواری و فساد اداری و دلال‌بازی، به بورژوای ملّی و کارساز حمله کردند. مضرتر و بدتر اینکه ثروت را معصیت و فقر را مزیتی شمردند و به جای تلاش برای تولید ثروت، دائم به توزیع ثروت اندیشیدند. نهایت اینکه قدر رشد و توسعهٔ صنعتی و ارزش کارآفرینان ملّی دانسته نشد. نتیجه هم تخریب و فساد و تباهی اقتصادی نابودگری است که با انقلاب اسلامی دامن ملّت ایران را گرفت و ما را چنین نحیف و ضعیف و درمانده کرد.
محمدتقی توکلی در گفت‌وگویی اعلام کرد، کارخانهٔ کبریت‌سازی توکلی با تولید سالانه ۱۰ میلیارد جعبه کبریت، بزرگ‌ترین تولیدکنندهٔ کبریت در جهان است.

## درگذشت
محمدتقی توکلی در ۱۸ دی ۱۳۹۷ به علّت کهولت سن در تبریز درگذشت.